# Clamide
La clamide (pron. clàmide) era, nell'antichità greco-romana, un tipo di mantello corto e leggero, orlato d'oro. Era l'abito essenziale di viandanti ed efèbi, ma veniva usato specialmente per cavalcare.

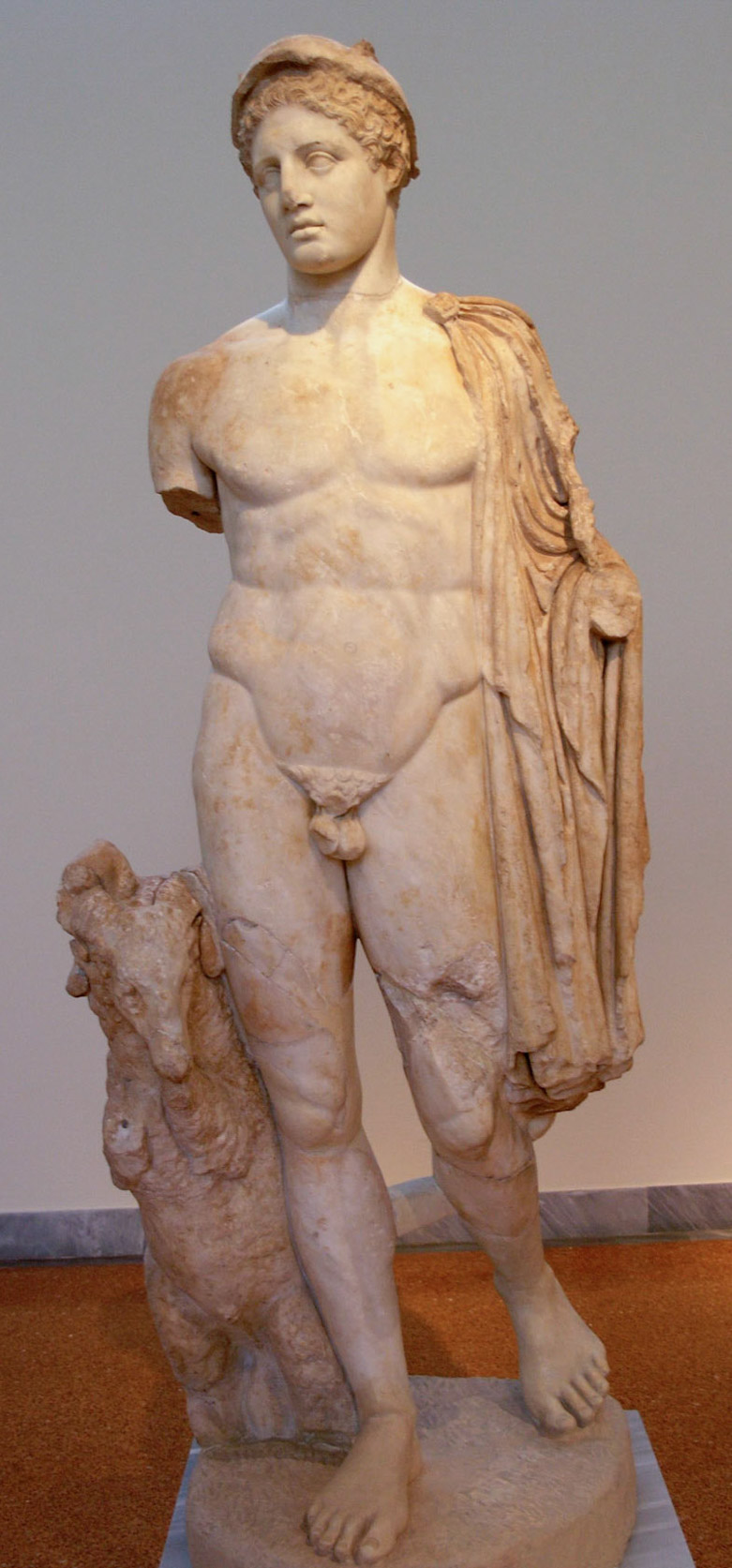
Statua di Hermes che indossa una clamide piegata in due sulla spalla sinistra, Museo archeologico nazionale di Atene, nº 243

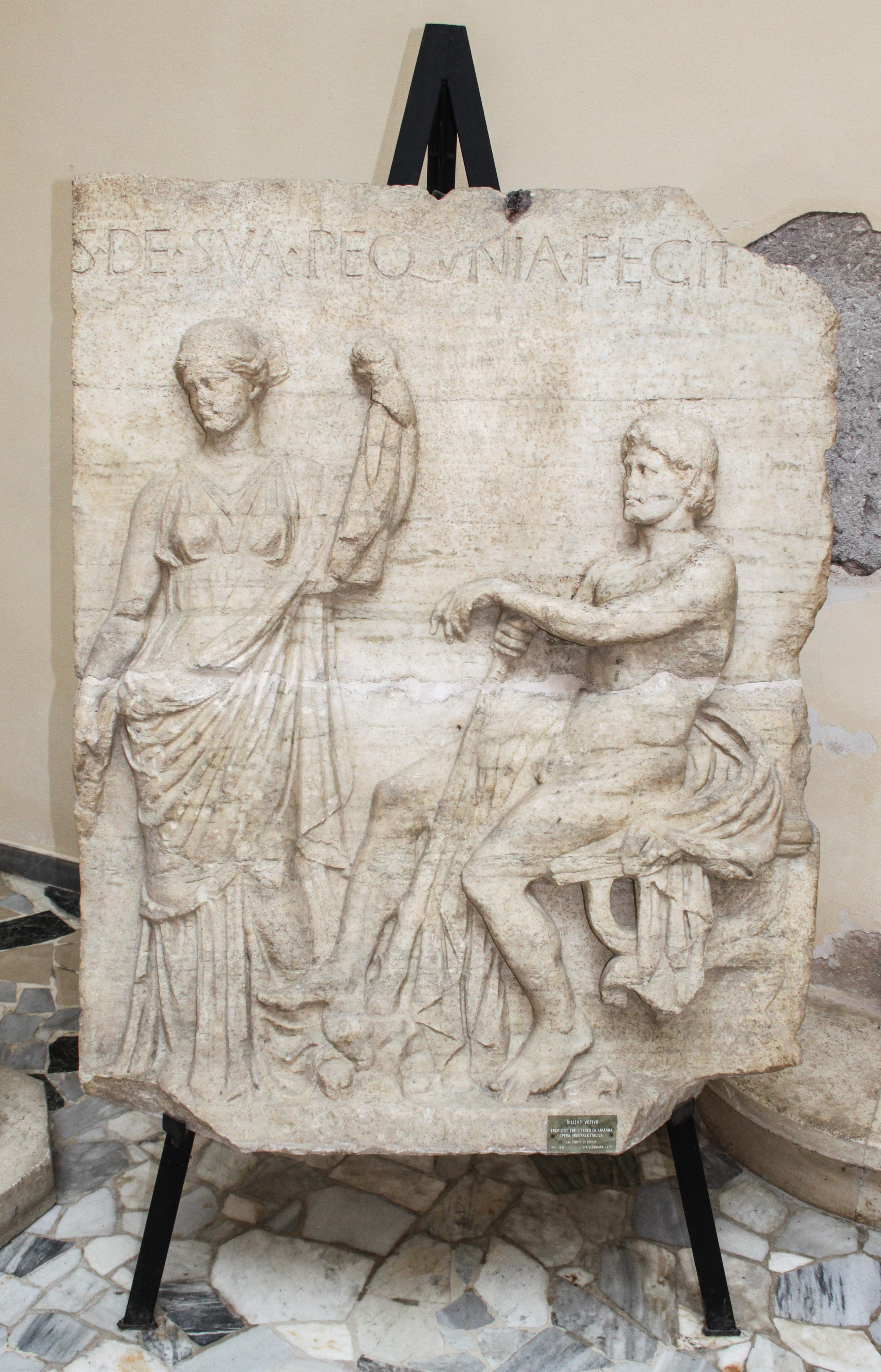
Rilievo di Teseo, con la clamide che gli cinge i fianchi, ed Arianna esposto al Museo Ostiense di Ostia

## Storia antica, iconografia e letteratura classica
Dal greco χλαμΰς, “mantello”, specificamente la clamide era un corto mantello di lana leggera che si allacciava su una spalla (o sul petto o alla gola) con una fibbia, lasciando scoperto un fianco e un braccio, sovrapponendo i due lembi in modo tale da coprire tutta la parte superiore del corpo. D'inverno una cappa più pesante, il cosiddetto himation, sostituiva la clamide.
L'indumento ha probabilmente origine in Tessaglia o in Macedonia; in Grecia era simbolo del comando militare, e come tale figurava nell'esercito, indossato soprattutto dai guerrieri più giovani: veniva infatti dato in dono agli efebi come segno del loro passaggio dalla fanciullezza alla pubertà.
Gli esemplari più pregiati erano spesso tinti di porpora - la cosiddetta clamide purpurea - ed entravano anche nel corredo dei re e degli imperatori. Nell'antica Roma era il comandante supremo dell'esercito a portare una clamide purpurea.
Nell'iconografia classica, spesso Apollo era raffigurato mentre indossava una clamide. 
Più volte la clamide è presente nell'Eneide: la prima viene regalata da Andromaca ad Ascanio; un'altra clamide nota è quella che Enea assegna a Cloanto, vincitore della regata in onore di Anchise. Nelle Metamorfosi di Ovidio spicca la clamide con gli orli d'oro portata da Ati, l'adolescente guerriero indiano.

## Usi successivi
Dallo Statuto bolognese del 1250 si apprende che le meretrici, nel Medioevo, potevano indossare una clamide ma non fermata da spille o fibbie: «( [...] ) statuimus quod publice meretrices et earum deceptrices (...) non vadant amantate per civitatem vel suburbia nisi pelle vel clamide sine taxellis afiblatis ad collum et si que contrafacerint cuilibert sit licitum eis aiferre clamidem vel velum vel pellem sine pena» (trad. : (...) "stabiliamo che le pubbliche meretrici e le loro ruffiane (...) non vadano in giro per la città o zone limitrofe se non vestite con una pelle o una clamide non fermata al collo da spille e se esse verranno meno a questa regola chiunque ha facoltà di strappare loro la clamide o il velo o la pelle senza essere per questo punito").
A Ravenna, nella Chiesa di San Vitale, il mosaico Archiviato il 6 settembre 2006 in Internet Archive. di Giustiniano I di Bisanzio mostra l'imperatore vestito con abiti civili (diversi da quelli militari).
In massoneria è utilizzata in alcune Obbedienze ortodosse come indumento rituale, da usare durante le tornate nei differenti colori previsti dai relativi rituali dei gradi.
Vi è anche una definizione particolare in ambito cosmografico di questo indumento: Strabone descrive più volte il mondo quale isola a forma di clamide ("... che lo schema dell'ecumene abbia forma di clamide è assolutamente chiaro, dal momento che le estremità orientali e occidentali si rastremano a ugnatura, battute dall'Oceano, e  diminuiscono di larghezza...".

## Curiosità
- Il Chlamydosaurus è un rettile australiano che possiede un collare di pelle chiamato clamide.